# Campionato finlandese di scacchi
Il campionato finlandese di scacchi (Luettelo shakin Suomen-mestareistasi) si svolge in Finlandia dal 1922 per determinare il campione nazionale di scacchi.
Viene organizzato dalla Federazione finlandese degli scacchi (Suomen Keskusshakkiliitto).

## Albo dei vincitori

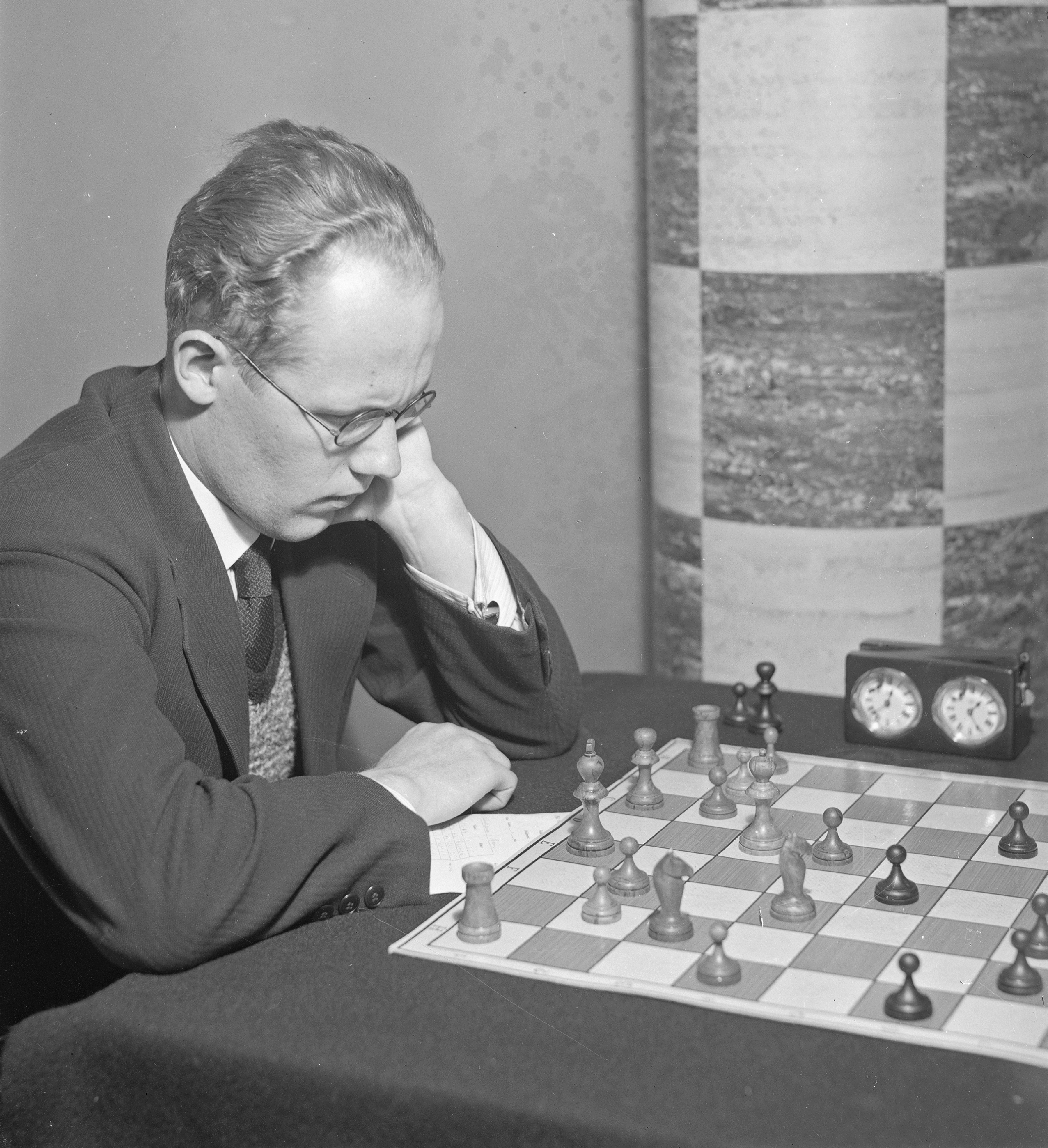
Eero Böök, vincitore di sei campionati finlandesi.

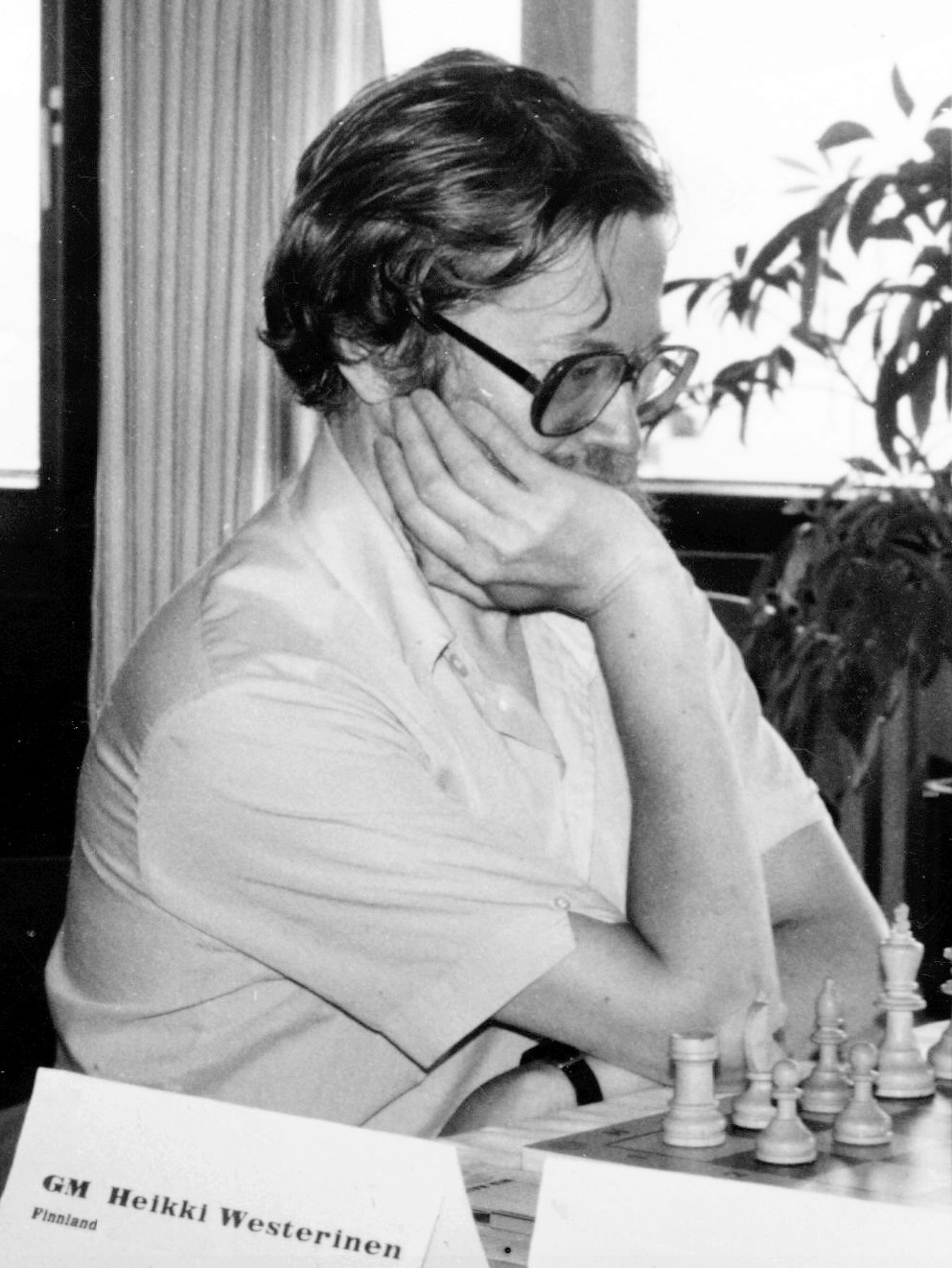
Heikki Westerinen, vincitore di quattro campionati finlandesi.

- Le colonne possono essere ordinate con i pulsanti a fianco dei titoli.

| Anno | Luogo     | Vincitori[1]        |  | Luogo     | Vincitrici             |
| ---- | --------- | ------------------- |  | --------- | ---------------------- |
| 1922 | Helsinki  | Anatol Tschepurnoff |  |           |                        |
| 1928 | Viipuri   | Anatol Tschepurnoff |  |           |                        |
| 1931 | Helsinki  | Eero Böök           |  |           |                        |
| 1932 | Helsinki  | Ragnar Krogius      |  |           |                        |
| 1933 | Helsinki  | Birger Rasmusson    |  |           |                        |
| 1934 | Helsinki  | Eero Böök           |  |           |                        |
| 1935 | Helsinki  | Eero Böök           |  |           |                        |
| 1936 | Helsinki  | Eero Böök           |  |           |                        |
| 1937 | Helsinki  | Thorsten Gauffin    |  |           |                        |
| 1938 | Helsinki  | Toivo Salo          |  |           |                        |
| 1939 | Helsinki  | Osmo Kaila          |  |           |                        |
| 1945 | Helsinki  | Ilmari Solin        |  |           |                        |
| 1946 | Helsinki  | Eero Böök           |  |           |                        |
| 1947 | Helsinki  | Jalo Aatos Fred     |  |           |                        |
| 1948 | Turku     | Aarne Niemelä       |  |           |                        |
| 1949 | Helsinki  | Toivo Salo          |  |           |                        |
| 1950 | Helsinki  | Kaarle Ojanen       |  |           |                        |
| 1951 | Helsinki  | Kaarle Ojanen       |  |           |                        |
| 1952 | Helsinki  | Kaarle Ojanen       |  |           |                        |
| 1953 | Helsinki  | Kaarle Ojanen       |  |           |                        |
| 1954 | Helsinki  | Osmo Kaila          |  |           |                        |
| 1955 | Helsinki  | Jalo Aatos Fred     |  |           |                        |
| 1956 | Helsinki  | Toivo Salo          |  |           |                        |
| 1957 | Helsinki  | Kaarle Ojanen       |  | Helsinki  | Sirkka-Liisa Vuorenpää |
| 1958 | Helsinki  | Kaarle Ojanen       |  | Helsinki  | Sirkka-Liisa Vuorenpää |
| 1959 | Turku     | Kaarle Ojanen       |  | Helsinki  | Sirkka-Liisa Vuorempää |
| 1960 | Helsinki  | Kaarle Ojanen       |  | Helsinski | Sirkka-Liisa Vuorempää |
| 1961 | Helsinki  | Kaarle Ojanen       |  |           |                        |
| 1962 | Helsinki  | Kaarle Ojanen       |  | Helsinki  | Sirkka-Liisa Vuorempää |
| 1963 | Helsinki  | Eero Böök           |  | Helsinki  | Sirkka-Liisa Vuorempää |
| 1964 | Helsinki  | Ilkka Antero Kanko  |  | Helsinki  | Sirkka-Liisa Vuorempää |
| 1965 | Helsinki  | Heikki Westerinen   |  |           |                        |
| 1966 | Naantali  | Heikki Westerinen   |  |           |                        |
| 1967 | Helsinki  | Kaarle Ojanen       |  |           |                        |
| 1968 | Helsinki  | Heikki Westerinen   |  |           |                        |
| 1969 | Helsinki  | Mauri Olavi Sirkiä  |  | Helsinki  | Sirkka-Liisa Vuorenpää |
| 1970 | Helsinki  | Heikki Westerinen   |  | Helsinki  | Sirkka-Liisa Vuorenpää |
| 1971 | Helsinki  | Ilkka Juhani Sarén  |  | Helsinki  | Sirkka-Liisa Vuorenpää |
| 1972 | Helsinki  | Kaarle Ojanen       |  | Helsinki  | Sirkka-Liisa Vuorenpää |
| 1973 |           |                     |  | Helsinki  | Sirkka-Liisa Vuorenpää |
| 1974 | Helsinki  | Pertti Poutiainen   |  | Helsinki  | Johanna Tuomainen      |
| 1975 |           |                     |  | Rihimäki  | Sirkka-Liisa Vuorenpää |
| 1976 | Helsinki  | Pertti Poutiainen   |  | Helsinki  | Sirkka-Liisa Vuorenpää |
| 1978 | Helsinki  | Yrjö Rantanen       |  | Helsinki  | Marjatta Palasto       |
| 1979 |           |                     |  | Helsinki  | Aulikki Ristoja        |
| 1980 | Järvenpää | Jorma Paavo Äijälä  |  | Järvenpää | Marjatta Palasto       |
| 1981 |           |                     |  | Espoo     | Sirkka-Liisa Landry    |
| 1982 | Helsinki  | Veijo Mäki          |  | Helsinki  | Leena Laitinen         |
| 1983 | Helsinki  | Kaarle Ojanen       |  | Helsinki  | Leena Laitinen         |
| 1984 | Helsinki  | Antti Pyhälä        |  | Helsinki  | Leena Laitinen         |
| 1985 | Espoo     | Jouni Yrjölä        |  | Espoo     | Päivi Walta            |
| 1986 | Pori      | Yrjö Rantanen       |  | Pori      | Sirkka-Liisa Landry    |
| 1987 | Jyväskylä | Mika Ebeling        |  | Jyväskylä | Päivi Walta            |
| 1988 | Helsinki  | Jouni Yrjölä        |  | Helsinki  | Aulikki Ristoja        |
| 1989 | Tampere   | Antti Pyhälä        |  | Tampere   | Johanna Paasikangas    |
| 1990 | Helsinki  | Veijo Mäki          |  | Helsinki  | Nina Koskela           |
| 1991 | Tampere   | Joose Norri         |  | Helsinki  | Johanna Paasikangas    |
| 1992 | Helsinki  | Esko Hakulinen      |  | Helsinki  | Johanna Paasikangas    |
| 1993 | Naantali  | Marko Manninen      |  | Naantali  | Johanna Paasikangas    |
| 1994 | Helsinki  | Joose Norri         |  | Helsinki  | Johanna Paasikangas    |
| 1995 | Helsinki  | Joose Norri         |  | Helsinki  | Päivi Walta            |
| 1996 | Helsinki  | Joose Norri         |  | Helsinki  | Heini Puuska           |
| 1997 | Helsinki  | Antti Pihlajasalo   |  | Helsinki  | Tanja Rantanen         |
| 1998 | Karhula   | Tapani Sammalvuo    |  | Karhula   | Tanja Rantanen         |
| 1999 | Vammala   | Olli Salmensuu      |  | Vammala   | Tanja Rantanen         |
| 2000 | Helsinki  | Aleksei Holmsten    |  | Helsinki  | Aulikki Ristoja        |
| 2001 | Helsinki  | Joose Norri         |  | Helsinki  | Päivi Walta            |
| 2002 | Helsinki  | Mika Karttunen      |  | Helsinki  | Nina Koskela           |
| 2003 | Helsinki  | Heikki Lehtinen     |  |           |                        |
| 2004 | Espoo     | Heikki Lehtinen     |  | Espoo     | Heini Puuska           |
| 2005 | Lahti     | Tapani Sammalvuo    |  | Helsinki  | Sari Rautanen          |
| 2006 | Helsinki  | Mika Karttunen      |  |           |                        |
| 2007 | Helsinki  | Mika Karttunen      |  | Jyväskylä | Laura Savola           |
| 2008 | Mänttä    | Tomi Nybäck[2]      |  | Mantta    | Nina Sammalvuo         |
| 2009 | Tampere   | Mika Karttunen      |  |           |                        |
| 2010 | Helsinki  | Mika Karttunen      |  | Helsinki  | Qiyu Zhou              |
| 2011 | Helsinki  | Mikael Agopov       |  | Helsinki  | Irina Tumanova         |
| 2012 | Helsinki  | Vilka Sipilä        |  | Helsinki  | Tanja Tuominen         |
| 2013 | Mänttä    | Mika Karttunen      |  | Mantta    | Tanja Tuominen         |
| 2014 | Helsinki  | Mika Karttunen      |  | Helsinki  | heini Puuska           |
| 2015 | Kalajoki  | Mikael Agopov       |  | Helsinki  | Anastasia Nazarova     |
| 2016 | Helsinki  | Vilka Sipilä        |  | Helsinki  | Anastasia Nazarova     |
| 2017 | Helsinki  | Teemu Virtanen      |  | Helsinki  | Anastasia Nazarova     |
| 2018 | Helsinki  | Mikael Agopov       |  | Helsinki  | Anastasia Nazarova     |
| 2019 | Helsinki  | Toivo Keinänen      |  | Helsinki  | Anastasia Nazarova     |
| 2021 | Sastamala | Toivo Keinänen      |  | Sastamala | Sarabella Norlamo      |
| 2022 | Helsinki  | Pekka Köykkä        |  | Helsinki  | Anastasia Nazarova     |
| 2023 | Helsinki  | Toivo Keinänen      |  | Helsinki  | Sara-Olivia Sippola    |
| 2024 | Helsinki  | Toivo Keinänen      |  | Helsinki  | Anastasia Keinänen     |
| 2025 | Helsinki  | Toivo Keinänen      |  | Helsinki  | Anastasia Keinänen     |

## Campioni finlandesi per corrispondenza
1. Antti Ojanen (1950-195k1)
2. Jaako Päivarinta (1954-1956)
3. Jaako Päivarinta - Antti Ojanen (1955-1956)
4. Arvo Kaasalainen - Erkki Nyström  (1958-1959)
5. Arno Sanso (1960-1961)
6. Göran Lågland (1961-1962)
7. Göran Lågland (1962-1963)
8. Göran Lågland (1963-1964)
9. Arno Sauso (1964-1965)
10. Leo Hällström (1965-1966)
11. Armas Björqvist (1966-1967)
12. Usko Koskinen (1967-1968)
13. Aarne Ruotanen (1968-1969)
14. Unto Venäläinen (1969-1970)
15. Olavi Lampela (1970-1971)
16. Unto Venäläinen (1971-1972)
17. Arne Ruotanen (1972-1973)
18. Juhani Sorri (1973-1974)
19. Kalevi Kaunonen (1974-1975)
20. Pertti Lehikoinen (1975-1976)
21. Pekka Nikkanen (1976-1977)
22. Erkki Havansi (1977-1978)
23. Olli Koskinen (1978-1979)
24. Timothy Binham (1979-1980)
25. Jouni Yrjölä ((1980-1981)
26. Jorma Paavilainen (1981-1982)
27. Jyrki Auvinen (1982-1983)
28. Olavi Airas (1983-1984)
29. Kari Tikkanen (1984-1985)
30. Veijo Mäki (1985-1986)
31. Auvo Kujala (1986-1987)
32. Mika Ebeling (1987-1988)
33. Hannu Salokangas (1988-1989)
34. Seppo Rastas (1989-1990)
35. Tero Kokkila (1990-1991)
36. Reijo Hiltunen (1991-1992)
37. Asko Linna (1992-1993)
38. Kimmo Välkesalmi (1993-1994)
39. Asko Linna (1994-1995)
40. Juri Mannermaa (1995-1996)
41. Veli-Matti Huuskonen (1996-1997)
42. Heikki Pigg (1997-1998)
43. Bo Jäderholm (1998-1999)
44. Pentti Lehtinen (2000-2001)
45. Matti Kuuskonen (2000-2001)
46. Taisto Koskela (2001-2002)
47. Pekka Asomäki (2001-2002)
48. Bo Jäderholm (2001-2003)
49. Bo Jäderholm (2002-2004)
50. Jyrki Lehtosaari (2003-2005)
51. Sakari Pesonen (2004-2006)[3]
52. Pauli Aulaskari (2006-2007)[4]
53. Pertti Peuraniemi (2000-2002)
54. Bo Jäderholm (2002-2004)
55. Taisto Koskela (2003-2005)
56. Ville Ketola - Bo Jäderholm (2004-2006)
57. Alpo Vornanen (2005-2007)[5]
58. Auno Siikaluona (2007-2008)[6]
59. Olof Strengell (2008-2010)[7]
60. Pentti Lehtinen (2009-2010)[8]
61. Teijo Oikamo (2010-2011)[9]
62. Leo Hallstrom (2011-2013)[10]
63. Kimmo Muukkonen (2012-2014)[11]
64. Kristo Miettinen (2013-2015)[12]
65. Kimmo Muukkonen (2014-2016)[13]
66. Ausko Hvumäki  (2015-2017)[14]
67. Mika Haapamäki (2016-2018)[15]
68. Olli Ylönen (2017-2019)[16]
69. Asko Havumäki (2018-2020)[17]
70. Marko Tauriainen (2019-2021)[18]
71. Asko Havumäki (2020-2022)[19]
72. Asko Havumäkki (2021-2023)[20]
73. Hanne Kontulainen (2022-2024)[21]